# Lupinus alopecuroides
Espèce
Lupinus alopecuroides est une espèce de plantes à fleurs de la famille des Fabaceae. Elle est 
originaire des sommets montagneux de Colombie et de Équateur.

## Répartition et habitat
L'aire de répartition naturelle de cette espèce s'étend de la Colombie à l'Équateur. Elle pousse principalement dans le biome tropical montagnard. L'espèce vit entre 2 700 et 4 500 m d'altitude. Lupinus alopecuroides ne vit que dans dix montagnes isolées, dont trois en Colombie et sept en Équateur. La variation génétique entre les plantes d'une même population est faible, mais la diversité est importante entre les dix populations.

## Utilisation
Lupinus alopecuroides est utilisé pour traiter des troubles médicaux non spécifiés et comme médicament. Il est aussi  utilisé comme aliment pour animaux et a des usages environnementaux. 

## Systématique
Le nom correct complet (avec auteur) de ce taxon est Lupinus alopecuroides Desr..